# Prace Filologiczne
Prace Filologiczne – polskie filologiczne czasopismo naukowe wydawane od 1884 w Warszawie, założone przez Adama Kryńskiego.

## Historia
Pierwszy tom czasopisma został wydany w 1885 przez Kasę im. Józefa Mianowskiego. Adam Kryński był redaktorem kolejnych czternastu tomów „Prac Filologicznych”, nie doczekał tomu szesnastego poświęconego jemu samemu (zmarł dwa lata przed jego wydaniem). Tom piętnasty poświęcony był pamięci innego wybitnego językoznawcy – Janowi Baudouinowi de Courtenay, który od założenia pisma aż do swojej śmierci w 1932 roku (z przerwą w latach 1909–1925) uczestniczył w pracach redakcyjnych.
„Prace Filologiczne” to zatem najstarsze czasopismo filologiczne w Polsce o bogatej i ciągłej tradycji. Od początku istnienia dominowała w nim problematyka lingwistyczna, chociaż pojawiały się również artykuły literaturoznawcze. W związku z tym wokół pisma skupiali się wybitni filolodzy – głównie językoznawcy, w mniejszym stopniu literaturoznawcy. Wśród autorów pojawiali się: Jan Baudouin de Courtenay, Jan Karłowicz, Aleksander Brückner, Władysław Nehring, Jan Bystroń, Stanisław Dobrzycki, Stanisław Pigoń, Julian Krzyżanowski, Ignacy Chrzanowski, Roman Pollak, Mirosław Zygmunt Łempicki, Wiktor Porzeziński, Stanisław Szober, Stanisław Słoński, Władysław Kuraszkiewicz, Zenon Klemensiewicz, Tadeusz Lehr-Spławiński, Zdzisław Stieber, Witold Doroszewski.
„Prace Filologiczne” wydawane były nieprzerwanie do wybuchu II wojny światowej (ostatni numer wyszedł w 1937 roku). Wznowienie działalności nastąpiło w roku 1963 – niejako pretekstem był jubileusz trzydziestolecia pracy naukowej prof. Witolda Doroszewskiego, który również związany był z przedwojenną redakcją „Prac Filologicznych”. Jako prezent ofiarowano mu czterowoluminowy osiemnasty tom czasopisma pod red. Haliny Konecznej i Stanisława Skorupki. Redaktorem tomu kolejnego (wydanego w 1969 roku) był już sam jubilat – prof. Witold Doroszewski. W 1976 roku (po jego śmierci) redakcję przejął prof. Mirosław Szymczak, a w 1990 – prof. Władysław Kupiszewski.
W roku 2003 „Prace Filologiczne” zostały oficjalnie czasopismem Wydziału Polonistyki Uniwersytetu Warszawskiego. Wyodrębniono wówczas dwie serie – językoznawczą i literaturoznawczą. W roku 2006 redaktor naczelną „Prac Filologicznych” została prof. Halina Karaś z Zakładu Historii Języka Polskiego i Dialektologii Instytutu Języka Polskiego na Wydziale Polonistyki UW. Dotychczas ukazały się 62 tomy czasopisma.
„Prace Filologiczne” znajdują się na liście ERIH. Na stronie internetowej czasopisma  znajduje się lista recenzentów oraz procedura recenzowania. Na stronie dostępne są również najnowsze numery (od LXXIV z 2019 r.).
Pełne (płatne) wersje online artykułów z lat 2006-2019 znajdują się w bazie Central and Eastern European Online Library.
Pełne (bezpłatne) wersje online tomów z lat 1885-1937 znajdują się w bibliotece cyfrowej Uniwersytetu Warszawskiego Crispa.

## Redaktorzy
Redaktor odpowiedzialny:
- Jan Baudouin de Courtenay, Jan Karłowicz, Adam Antoni Kryński, Lucjan Malinowski (t. 1–6);
- Adam Antoni Kryński (t.7);
- Adam Antoni Kryński, Mirosław Zbigniew Kryński (t. 8–9);
- Jan Baudouin de Courtenay et al. (t. 10–14);
- Witold Doroszewski et al. (t. 15–17);
- Halina Koneczna, Stanisław Skorupka (t. 18).

Redaktor naczelny:
- Witold Doroszewski (t. 19–27);
- Mieczysław Szymczak (t. 28–34);
- Władysław Kupiszewski (t. 35–50);
- Halina Karaś (t. 51–)

## Wydawca
Kasa im. Józefa Mianowskiego (t. 1–6, 8–17),
- Księgarnia Gebethenera i Wolffa (t. 7),
- Państwowe Wydawnictwo Naukowe (t. 18–19, 32–36),
- Wydawnictwa Uniwersytetu Warszawskiego (t. 37–40),
- Instytut Języka Polskiego, Wydział Polonistyki Uniwersytetu Warszawskiego (t. 41–54),
- Wydział Polonistyki Uniwersytetu Warszawskiego (t. 55–)

## Języki publikacji
- polski,
- rosyjski,
- ukraiński,
- białoruski,
- niemiecki,
- francuski,
- czeski,
- bułgarski,
- słowacki,
- górnołużycki,
- dolnołużycki,
- słoweński,
- angielski.